# Oulujärvi
Oulujärvi is een meer in de Finse regio Kainuu ten noordwesten van de plaats Kajaani. De oppervlakte van het meer is 928 km² en is het op vier na grootste meer van Finland. Diverse rivieren, waaronder de Kajaaninjoki en de Kiehimäjoki voeren het water aan en door de Oulujoki wordt het water afgevoerd naar de Botnische Golf. Net zoals de meeste Finse meren is Oulujärvi ondiep met een gemiddelde diepte van 7 meter. De maximale diepte is 38 meter. In het meer is het eiland Manamansalo gelegen, het grootste eiland van Finland dat gelegen is in een meer.